# Großholzleute
Großholzleute ist eine von vier 1972 eingemeindeten Gemarkungen der Stadt Isny im Allgäu im Landkreis Ravensburg.

## Geographie
Die Gemarkung des Luftkurortes bildet den äußersten Südosten des Bundeslandes Baden-Württemberg und grenzt an die Landkreise Oberallgäu und Lindau.

## Name
Der Name des Ortes leitet sich von der früher jährlich stattfindenden Großen Holzleite ab. Mittels der Transportart Flößerei wurde das Holz von dem waldreichen Gebirgszug Adelegg, über die Untere Argen in den Bodensee geleitet.
Die Ersterwähnung des Dorf war 1168 unter dem Namen Villa Holzlutin.
1363 wurde das Dorf Holzlüten Maiori genannt und 1395 als zu den meren Holtzlüten bezeichnet. Der Name Groß Holtzlüten wurde erstmals 1474 erwähnt.

## Geschichte
Die Grundherrschaft über Großholzleute lag im 11. Jahrhundert bei den Grafen von Veringen und deren Ministeriale von Trauchburg. Von diesen gelangte es 1258 an die Fürsten von Waldburg-Zeil. Nach einem kurzen Zwischenspiel in der Reichsgrafschaft von Quadt wird die Ortschaft im Jahre 1806 Bestandteil des Königreichs Württemberg.
Im Landgasthof Adler in Großholzleute traf sich von 31. Oktober bis 2. November 1958 die Gruppe 47. Bei dem Treffen las der spätere Literaturnobelpreisträger Günter Grass erstmals aus seinem Roman Die Blechtrommel vor.
Am 1. Juli 1972 wurde Großholzleute in die Stadt Isny eingegliedert.

## Sehenswürdigkeiten

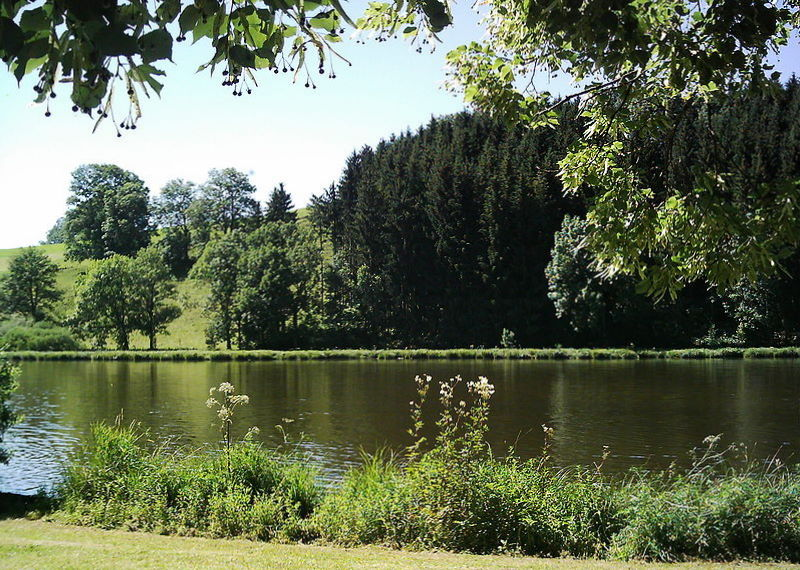
Naturschutzgebiet Hengelesweiher

In Großholzleute befindet sich die im Jahre 1480 errichtete Kapelle St. Wolfgang, deren Gemeinde zum Dekanat Allgäu-Oberschwaben in der Diözese Rottenburg-Stuttgart gehört. Der Landgasthof Adler ist ein um 1500 errichteter Gasthof, in dem schon Maria Theresia und ihre Tochter Marie-Antoinette (auf ihrer Brautfahrt von Wien nach Versailles) einkehrten. Auf der Gemarkung Großholzleute befinden sich der Aussichtsberg Schwarzer Grat, die Rehaklinik Überruh, das Naturschutzgebiet Hengelesweiher, die Hasenbergschanze und die Holzkapelle Dürrenbach.

### Kulturdenkmale
Siehe: Liste der Kulturdenkmale in Großholzleute

## Weiler und Einödhöfe
- Altweg, Einödhof zu Bolsternang
- Anger, Weiler zu Bolsternang
- Anwanden, Weiler
- Argen, Weiler
- Blasenberg, Einödhof
- Bolsternang, Pfarrweiler
- Burkwang, Weiler
- Deschenacker, Einödhof zu Bolsternang
- Dürrenbach, Weiler
- Endberg, Einödhof zu Bolsternang
- Gaistopf. Einödhof zu Bolsternang
- Grätte, Einödhof zu Bolsternang
- Haidlingshof, Einödhof
- Häuflingshof, Einödhof
- Hengelesmühle, Mühle
- Hofacker, Einödhof zu Bolsternang
- Kleinholzleute, Weiler
- Moos, Weiler
- Niederacker, Einödhof zu Bolsternang
- Osterösch, Einödhof zu Bolsternang
- Rain, Weiler
- Riedhof, Einödhof
- Riedacker, Einödhof zu Bolsternang
- Rothenbach, Weiler
- Schließlang, Weiler
- Simmerberg, Weiler
- Thoracker, Einödhof zu Bolsternang
- Ueberruh, Einödhof zu Bolsternang
- Wehrlang, Weiler
- Weidenhalden, Einödhof zu Bolsternang
- Wolfbühl, Weiler